# 1984年夏季残疾人奥林匹克运动会以色列代表团
1984年夏季残疾人奥林匹克运动会以色列代表团是以色列派出的1984年夏季残疾人奥林匹克运动会代表团。获得11枚金牌、21枚银牌和12枚铜牌。